# Равилово
Рави́лово (баш. Рауил) — деревня в Абзелиловском районе Республики Башкортостан России, относится к Равиловскому сельсовету.

## Население
| 1968 | 2002 | 2009 | 2010 |
| ---- | ---- | ---- | ---- |
| 346  | ↗429 | ↗518 | ↘494 |

Согласно переписи 2002 года, преобладающая национальность — башкиры (99 %).

## Географическое положение
Расстояние до:
- районного центра (Аскарово): 16 км,
- центра сельсовета (Ишкулово): 5 км,
- ближайшей железнодорожной станции (Магнитогорск-Пассажирский): 65 км.

## Религия
В бывшем доме семьи художника Лутфуллина в Равилове открыта мечеть Ахмата. «В последнее время он болел, мысль была что же делать с этим домом, было решение не отдавать и не продавать, а делать мечеть в память отцу, матери и деду», — вспоминала Луиза Лутфуллина, супруга художника.